# Niemcy na Mistrzostwach Świata w Lekkoatletyce 2015
Niemcy na Mistrzostwach Świata w Lekkoatletyce 2015 – reprezentacja Niemiec podczas Mistrzostw Świata w Pekinie liczyła 66 zawodników.

## Występy reprezentantów Niemiec

### Mężczyźni

#### Konkurencje biegowe
| Konkurencja                | Zawodnik                                                                                         | Runda 1    | Runda 1 | Półfinał   | Półfinał | Finał      | Finał   |
| Konkurencja                | Zawodnik                                                                                         | Rezultat   | Pozycja | Rezultat   | Pozycja  | Rezultat   | Pozycja |
| -------------------------- | ------------------------------------------------------------------------------------------------ | ---------- | ------- | ---------- | -------- | ---------- | ------- |
| Bieg na 100 m              | Sven Knipphals                                                                                   | 10,31      | 37.     | NQ         | NQ       | NQ         | NQ      |
| Bieg na 100 m              | Julian Reus                                                                                      | 10,14      | 24. Q   | 10,28      | 24.      | NQ         | NQ      |
| Bieg na 200 m              | Robin Erewa                                                                                      | 20,67      | 38.     | NQ         | NQ       | NQ         | NQ      |
| Bieg na 200 m              | Julian Reus                                                                                      | 20,51      | 31.     | NQ         | NQ       | NQ         | NQ      |
| Bieg na 800 m              | Robin Schembera                                                                                  | 1:48,04    | 28.     | NQ         | NQ       | NQ         | NQ      |
| Bieg na 5000 m             | Richard Ringer                                                                                   | 13:19,84   | 7. q    | —          | —        | 14:03,72   | 14.     |
| Bieg na 10 000 m           | Arne Gabius                                                                                      | —          | —       | —          | —        | 28:24,47   | 17.     |
| Bieg na 110 m przez płotki | Gregor Traber                                                                                    | 13,44      | 15. Q   | 13,37      | 12.      | NQ         | NQ      |
| Bieg na 110 m przez płotki | Matthias Bühler                                                                                  | 13,35 (SB) | 7. Q    | 13,34 (PB) | 11.      | NQ         | NQ      |
| Bieg na 110 m przez płotki | Alexander John                                                                                   | DSQ        | DSQ     | NQ         | NQ       | NQ         | NQ      |
| Sztafeta 4 × 100 m         | Julian Reus Sven Knipphals Lucas Jakubczyk Robert Hering Alexander Kosenkow Aleixo-Platini Menga | 38,57      | 9. Q    | —          | —        | 38,15 (SB) | 4.      |
| Chód na 20 km              | Christopher Linke                                                                                | —          | —       | —          | —        | 1:26,10    | 39.     |
| Chód na 20 km              | Nils Brembach                                                                                    | —          | —       | —          | —        | 1:25,21    | 35.     |
| Chód na 20 km              | Hagen Pohle                                                                                      | —          | —       | —          | —        | 1:22,29    | 19.     |
| Chód na 50 km              | Carl Dohmann                                                                                     | —          | —       | —          | —        | DNF        | DNF     |

#### Konkurencje techniczne
| Konkurencja    | Zawodnik          | Eliminacje   | Eliminacje | Finał    | Finał   |
| Konkurencja    | Zawodnik          | Rezultat     | Pozycja    | Rezultat | Pozycja |
| -------------- | ----------------- | ------------ | ---------- | -------- | ------- |
| Skok wzwyż     | Eike Onnen        | 2,31 m       | 6. Q       | 2,25 m   | 12.     |
| Skok wzwyż     | Mateusz Przybylko | 2,22 m       | 28.        | NQ       | NQ      |
| Skok o tyczce  | Raphael Holzdeppe | 5,70         | 15. Q      | 5,90     | srebro  |
| Skok o tyczce  | Tobias Scherbarth | 5,70 (SB)    | 7. Q       | 5,65     | 7.      |
| Skok o tyczce  | Carlo Paech       | 5,65         | 17.        | NQ       | NQ      |
| Skok w dal     | Fabian Heinle     | 7,96 m       | 14.        | NQ       | NQ      |
| Skok w dal     | Alyn Camara       | 7,66 m       | 24.        | NQ       | NQ      |
| Pchnięcie kulą | David Storl       | 21,26 m      | 2. Q       | 21,74 m  | srebro  |
| Rzut dyskiem   | Christoph Harting | 64,23 m      | 6. q       | 63,94 m  | 8.      |
| Rzut dyskiem   | Daniel Jasinski   | 61,70 m      | 15.        | NQ       | NQ      |
| Rzut dyskiem   | Martin Wierig     | 61,35 m      | 19.        | NQ       | NQ      |
| Rzut oszczepem | Thomas Röhler     | 83,23 m      | 7. Q       | 87,41 m  | 4.      |
| Rzut oszczepem | Johannes Vetter   | 80,86 m      | 12. q      | 83,79 m  | 7.      |
| Rzut oszczepem | Andreas Hofmann   | 86,14 m (PB) | 1. Q       | 86,01 m  | 6.      |
| Rzut oszczepem | Lars Hamann       | 79,56 m      | 16.        | NQ       | NQ      |

| Dziesięciobój | Dziesięciobój       | Dziesięciobój | Dziesięciobój | Dziesięciobój |
| Zawodnik      | Konkurencja         | Wynik         | Punkty        | Pozycja       |
| ------------- | ------------------- | ------------- | ------------- | ------------- |
| Kai Kazmirek  | Bieg na 100 m       | 10,90         | 883           | 13.           |
| Kai Kazmirek  | Skok w dal          | 7,40          | 910           | 13.           |
| Kai Kazmirek  | Pchnięcie kulą      | 14,27 (SB)    | 745           | 14.           |
| Kai Kazmirek  | Skok wzwyż          | 2,10 (SB)     | 896           | 4.            |
| Kai Kazmirek  | Bieg na 400 m       | 46,83 (SB)    | 967           | 2.            |
| Kai Kazmirek  | Bieg na 110 m p.pł. | 14,39         | 925           | 10.           |
| Kai Kazmirek  | Rzut dyskiem        | 40,08         | 666           | 20.           |
| Kai Kazmirek  | Skok o tyczce       | 5,20 (PB)     | 972           | 3.            |
| Kai Kazmirek  | Rzut oszczepem      | 62,55         | 776           | 8.            |
| Kai Kazmirek  | Bieg na 1500 m      | 4:35,61       | 708           | 12.           |
| Razem         | Razem               | Razem         | 8448          | 6.            |

| Dziesięciobój    | Dziesięciobój       | Dziesięciobój | Dziesięciobój | Dziesięciobój |
| Zawodnik         | Konkurencja         | Wynik         | Punkty        | Pozycja       |
| ---------------- | ------------------- | ------------- | ------------- | ------------- |
| Michael Schrader | Bieg na 100 m       | 10,78         | 910           | 9.            |
| Michael Schrader | Skok w dal          | 7,71          | 987           | 2.            |
| Michael Schrader | Pchnięcie kulą      | 14,32         | 748           | 13.           |
| Michael Schrader | Skok wzwyż          | 1,95 (SB)     | 758           | 23.           |
| Michael Schrader | Bieg na 400 m       | 47,12 (PB)    | 952           | 3.            |
| Michael Schrader | Bieg na 110 m p.pł. | 14,19         | 950           | 5.            |
| Michael Schrader | Rzut dyskiem        | 44,58         | 758           | 7.            |
| Michael Schrader | Skok o tyczce       | 4,60          | 790           | 18.           |
| Michael Schrader | Rzut oszczepem      | 62,09 (SB)    | 769           | 9.            |
| Michael Schrader | Bieg na 1500 m      | 4:22,30 (SB)  | 796           | 4.            |
| Razem            | Razem               | Razem         | 8418          | 7.            |

| Dziesięciobój | Dziesięciobój       | Dziesięciobój | Dziesięciobój | Dziesięciobój |
| Zawodnik      | Konkurencja         | Wynik         | Punkty        | Pozycja       |
| ------------- | ------------------- | ------------- | ------------- | ------------- |
| Rico Freimuth | Bieg na 100 m       | 10,51 (SB)    | 973           | 3.            |
| Rico Freimuth | Skok w dal          | 7,51          | 937           | 8.            |
| Rico Freimuth | Pchnięcie kulą      | 15,50         | 820           | 1.            |
| Rico Freimuth | Skok wzwyż          | 1,95 (SB)     | 758           | 20.           |
| Rico Freimuth | Bieg na 400 m       | 47,82 (SB)    | 918           | 7.            |
| Rico Freimuth | Bieg na 110 m p.pł. | 13,91 (SB)    | 986           | 3.            |
| Rico Freimuth | Rzut dyskiem        | 50,17         | 874           | 1.            |
| Rico Freimuth | Skok o tyczce       | 4,80 (SB)     | 849           | 11.           |
| Rico Freimuth | Rzut oszczepem      | 60,61         | 747           | 11.           |
| Rico Freimuth | Bieg na 1500 m      | 4:37,05 (SB)  | 699           | 13.           |
| Razem         | Razem               | Razem         | 8561 (PB)     | brąz          |

### Kobiety

#### Konkurencje biegowe
| Konkurencja                   | Zawodniczka                                                                                      | Runda 1    | Runda 1 | Półfinał   | Półfinał | Finał        | Finał   |
| Konkurencja                   | Zawodniczka                                                                                      | Rezultat   | Pozycja | Rezultat   | Pozycja  | Rezultat     | Pozycja |
| ----------------------------- | ------------------------------------------------------------------------------------------------ | ---------- | ------- | ---------- | -------- | ------------ | ------- |
| Bieg na 100 m                 | Verena Sailer                                                                                    | 11,41      | 30.     | NQ         | NQ       | NQ           | NQ      |
| Bieg na 100 m                 | Rebekka Haase                                                                                    | 11,29      | 23.     | NQ         | NQ       | NQ           | NQ      |
| Bieg na 100 m                 | Gina Lückenkemper                                                                                | 11,34      | 28.     | NQ         | NQ       | NQ           | NQ      |
| Bieg na 800 m                 | Fabienne Kohlmann                                                                                | 2:01,42    | 27. Q   | 1:59,42    | 15.      | NQ           | NQ      |
| Bieg na 800 m                 | Christina Hering                                                                                 | 2:00,36    | 11. q   | 2:00,81    | 23.      | NQ           | NQ      |
| Bieg na 100 m przez płotki    | Cindy Roleder                                                                                    | 12,86 (SB) | 6. Q    | 12,79 (PB) | 6. Q     | 12,59 (PB)   | srebro  |
| Bieg na 3000 m z przeszkodami | Gesa Felicitas Krause                                                                            | 9:24,92    | 2. Q    | —          | —        | 9:19,25 (PB) | brąz    |
| Sztafeta 4 × 100 m            | Verena Sailer Rebekka Haase Gina Lückenkemper Yasmin Kwadwo Alexandra Burghardt Anna-Lena Freese | 42,64 (SB) | 7. q    | —          | —        | 42,64 (SB)   | 5.      |

#### Konkurencje techniczne
| Konkurencja    | Zawodniczka                | Eliminacje   | Eliminacje | Finał        | Finał   |
| Konkurencja    | Zawodniczka                | Rezultat     | Pozycja    | Rezultat     | Pozycja |
| -------------- | -------------------------- | ------------ | ---------- | ------------ | ------- |
| Skok wzwyż     | Marie-Laurence Jungfleisch | 1,92 m       | 1. q       | 1,99 m (PB)  | 6.      |
| Skok o tyczce  | Silke Spiegelburg          | 4,45         | 17.        | NQ           | NQ      |
| Skok o tyczce  | Lisa Ryzih                 | 4,55         | 6. q       | 4,60         | 12.     |
| Skok o tyczce  | Martina Strutz             | 4,55         | 1. q       | 4,60         | 8.      |
| Skok w dal     | Lena Malkus                | 6,46 m       | 22.        | NQ           | NQ      |
| Skok w dal     | Sosthene Taroum Moguenara  | 6,23 m       | 27.        | NQ           | NQ      |
| Skok w dal     | Malaika Mihambo            | 6,84 m (SB)  | 3. Q       | 6,79 m       | 6.      |
| Trójskok       | Kristin Gierisch           | 13,95 m      | 11. q      | 14,25 m      | 8.      |
| Pchnięcie kulą | Christina Schwanitz        | 19,39 m      | 1. Q       | 20,37 m      | złoto   |
| Rzut dyskiem   | Julia Fischer              | 63,38 m      | 4. Q       | 63,88 m      | 5.      |
| Rzut dyskiem   | Nadine Müller              | 64,39 m      | 3. Q       | 65,53 m      | brąz    |
| Rzut dyskiem   | Shanice Craft              | 62,73 m      | 6. q       | 63,10 m      | 7.      |
| Rzut młotem    | Betty Heidler              | 70,60 m      | 9. q       | 72,56 m      | 7.      |
| Rzut młotem    | Kathrin Klaas              | 71,41 m      | 7. q       | 73,18 m (SB) | 6.      |
| Rzut oszczepem | Christina Obergföll        | 64,10 m      | 5. Q       | 64,61 m (SB) | 4.      |
| Rzut oszczepem | Katharina Molitor          | 63,23 m      | 9. q       | 67,69 m (WL) | złoto   |
| Rzut oszczepem | Linda Stahl                | 63,52 m      | 8. Q       | 59,88 m      | 10.     |
| Rzut oszczepem | Christin Hussong           | 65,92 m (PB) | 1. Q       | 62,98 m      | 6.      |

| Siedmiobój      | Siedmiobój         | Siedmiobój | Siedmiobój | Siedmiobój |
| Zawodniczka     | Konkurencja        | Wynik      | Punkty     | Pozycja    |
| --------------- | ------------------ | ---------- | ---------- | ---------- |
| Carolin Schäfer | Bieg na 100 m p.pł | 13,40 (SB) | 1065       | 10.        |
| Carolin Schäfer | Skok wzwyż         | 1,80       | 978        | 13.        |
| Carolin Schäfer | Pchnięcie kulą     | 13,31      | 748        | 23.        |
| Carolin Schäfer | Bieg na 200 m      | 24,22      | 960        | 9.         |
| Carolin Schäfer | Skok w dal         | NM         | NM         | NM         |
| Carolin Schäfer | Rzut oszczepem     | 45,21      | 768        | 13.        |
| Carolin Schäfer | Bieg na 800 m      | DNS        | DNS        | DNS        |
| Razem           | Razem              | Razem      | DNF        | DNF        |

| Siedmiobój   | Siedmiobój         | Siedmiobój | Siedmiobój | Siedmiobój |
| Zawodnik     | Konkurencja        | Wynik      | Punkty     | Pozycja    |
| ------------ | ------------------ | ---------- | ---------- | ---------- |
| Claudia Rath | Bieg na 100 m p.pł | 13,44 (SB) | 1059       | 12.        |
| Claudia Rath | Skok wzwyż         | 1,80 (SB)  | 978        | 15.        |
| Claudia Rath | Pchnięcie kulą     | 13,09      | 733        | 25.        |
| Claudia Rath | Bieg na 200 m      | 24,15      | 966        | 7.         |
| Claudia Rath | Skok w dal         | 6,61       | 1043       | 1.         |
| Claudia Rath | Rzut oszczepem     | 41,31      | 692        | 22.        |
| Claudia Rath | Bieg na 800 m      | 2:09,66    | 970        | 1.         |
| Razem        | Razem              | Razem      | 6441       | 5.         |

| Siedmiobój     | Siedmiobój         | Siedmiobój   | Siedmiobój | Siedmiobój |
| Zawodnik       | Konkurencja        | Wynik        | Punkty     | Pozycja    |
| -------------- | ------------------ | ------------ | ---------- | ---------- |
| Jennifer Oeser | Bieg na 100 m p.pł | 13,67 (SB)   | 1026       | 17.        |
| Jennifer Oeser | Skok wzwyż         | 1,83         | 1016       | 9.         |
| Jennifer Oeser | Pchnięcie kulą     | 13,81        | 781        | 12.        |
| Jennifer Oeser | Bieg na 200 m      | 25,03        | 884        | 21.        |
| Jennifer Oeser | Skok w dal         | 6,17         | 902        | 11.        |
| Jennifer Oeser | Rzut oszczepem     | 46,45 (SB)   | 791        | 11.        |
| Jennifer Oeser | Bieg na 800 m      | 2:13,89 (SB) | 908        | 11.        |
| Razem          | Razem              | Razem        | 6308 (SB)  | 10.        |